# Clase Kearsarge
La clase Kearsarge fueron unos acorazados tipo pre-Dreadnought, construidos para la armada de los Estados Unidos a principios del siglo XX y destinados a la defensa costera. Se construyeron dos buques de esta clase, el  USS Kearsarge y el USS Kentucky y ninguno de ellos intervino en ninguna batalla naval, a pesar de hallarse enrolados en la Gran flota Blanca, siendo los navíos más antiguos en ella. El Kentucky se dio de baja en 1920 y fue vendido para chatarra en 1923. El Kearsarge también se dio de baja en 1920 y se reconvirtió en buque grúa, siendo desguazado en 1955.

## Diseño

### Características generales
Estuvieron diseñados para la defensa costera. Su desplazamiento era de 10 470 toneladas, medían 114,40 m de longitud, 22 m de manga y 7,16 m de calado. Al igual que los ejemplares de la clase Indiana, los Kearsarge tenían un reducido francobordo, lo que ocasionaba que sus cañones fueran inutilizables con mal tiempo. Su tripulación se componía de 38 oficiales y 549 marineros.

### Armamento

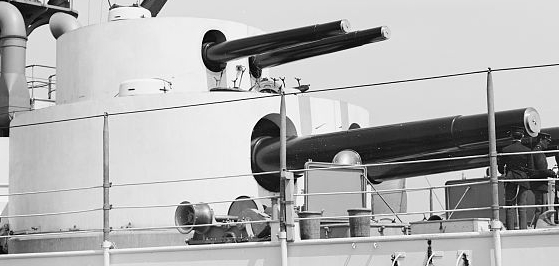
Torre artillera del Kearsarge el 8 de abril de 1900

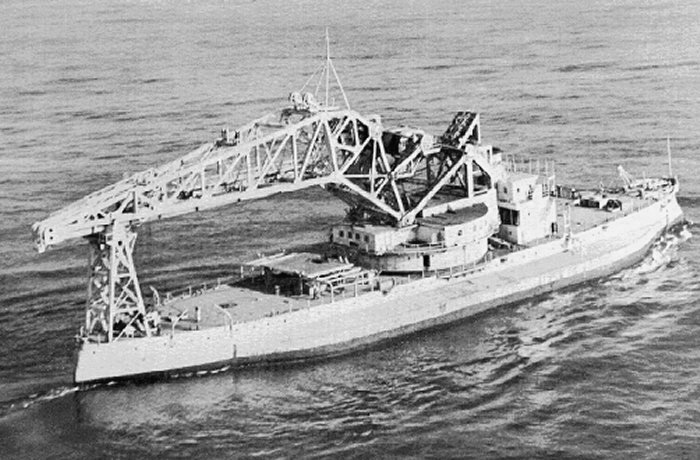
El USS Kearsarge tras la conversión en buque grúa

Estaban equipados con dos torres con dos cañones de 330 mm y dos cañones de 200 mm cada una, en dos niveles.
Además llevaban 14 cañones de 127 mm, 20 cañones de 57 mm, 8 de 37 mm, 4 ametralladoras de 7,6 mm y 4 tubos lanzatorpedos de 460 mm.

### Blindaje
El cinturón estaba blindado con 130–420 mm y las torres principales con 380–430 mm, mientras que las secundarias tenían entre 150 y 280 mm de blindaje.

### Propulsión
Los acorazados estaban propulsados por cinco calderas Scotch, conectadas a dos fustes de hélice. La planta motriz generaba 10 000 CV de potencia, lo que les permitía alcanzar los 18 nudos.

## Barcos en clase
- USS Kearsarge (BB-5)
- USS Kentucky (BB-6)